# Amphipyra melaleuca
Amphipyra melaleuca là một loài bướm đêm trong họ Noctuidae.